# 3-gatsu no Lion
3-gatsu no Lion (jap. 3月のライオン, 3-gatsu no Raion, auch bekannt als Sangatsu no Lion, dt. „Löwe(n) des März/von Sangatsu“), mit dem englischen Alternativtitel March comes in like a lion, ist eine Manga-Serie von Chica Umino, die seit Juli 2007 erscheint. Seit Oktober 2016 wird der Manga als Anime-Fernsehserie adaptiert u. a. mit deutschen Untertiteln.
Der Titel bezieht sich auf die englische Redewendung March comes in like a lion and goes out like a lamb, d. h. der März beginnt kalt und ungemütlich, aber endet mild und angenehm.

## Handlung
Die Serie handelt vom 17-jährigen Shōgispieler Rei Kiriyama (桐山 零), der zu Beginn den fünften Dan besitzt. Da sowohl seine Schwester als auch seine Eltern bei einem Autounfall verstarben, lebt er bei einem Freund seines Vaters, der früher dessen Rivale war. Von ihm lernt Rei das Shōgi-Spielen. Ebenso macht Rei Bekanntschaft mit den drei Schwestern Akari (川本 あかり), Hinata (川本 ひなた) und Momo Kawamoto (川本 モモ) aus dem Städtchen Sangatsu. Die Serie behandelt sowohl die Entwicklung der Beziehung zwischen Rei und seiner sozialen Umwelt als auch seinen Fortschritt als professionellem Shōgispieler.

## Veröffentlichung
Das erste Kapitel des Mangas erschien am 13. Juli 2007 in der Ausgabe 14/2007 des Young Animal von Hakusensha. Die Einzelkapitel wurden in bisher 17 Sammelbänden zusammengefasst. Während von den ersten Bänden jeweils über 300.000 Exemplare verkauft wurden, erreichte der Manga bei Band 11 bis 13 Verkaufszahlen von über 700.000 Exemplaren je Band. Band 17 erzielte zuletzt Verkäufe von über 400.000 Bänden. Nach Veröffentlichung des dritten Bandes im Jahr 2009 pausierte die Veröffentlichung der Reihe mehrfach.
| Band | Japan            | Japan                  |
| Band | Veröffentlichung | ISBN                   |
| ---- | ---------------- | ---------------------- |
| 01   | 22. Feb. 2008    | ISBN 978-4-592-14511-0 |
| 02   | 19. Nov. 2008    | ISBN 978-4-592-14512-7 |
| 03   | 12. Aug. 2009    | ISBN 978-4-592-14513-4 |
| 04   | 9. Apr. 2010     | ISBN 978-4-592-14514-1 |
| 05   | 26. Nov. 2010    | ISBN 978-4-592-14515-8 |
| 06   | 22. Juli 2011    | ISBN 978-4-592-14516-5 |
| 07   | 23. März 2012    | ISBN 978-4-592-14517-2 |
| 08   | 14. Dez. 2012    | ISBN 978-4-592-14518-9 |
| 09   | 27. Sep. 2013    | ISBN 978-4-592-14519-6 |
| 10   | 28. Nov. 2014    | ISBN 978-4-592-14520-2 |
| 11   | 25. Sep. 2015    | ISBN 978-4-592-14521-9 |
| 12   | 29. Sep. 2016    | ISBN 978-4-592-14522-6 |
| 13   | 29. Sep. 2017    | ISBN 978-4-592-14523-3 |
| 14   | 21. Dez. 2018    | ISBN 978-4-59-216024-3 |
| 15   | 26. Dez. 2019    | ISBN 978-4-59-216025-0 |
| 16   | 29. Sep. 2021    | ISBN 978-4-59-216026-7 |
| 17   | 29. Aug. 2023    | ISBN 978-4-59-216026-7 |

Ein Spin-off namens 3-gatsu no Lion Shōwa Ibun: Shakunetsu no Jidai (3月のライオン昭和異聞 灼熱の時代, „~ ungewöhnliche Shōwa-Geschichte: Sengende Zeiten“) wird von Hideaki Nishikawa gezeichnet und erscheint seit dem 29. März 2015 (Ausgabe 9/2015) ebenfalls in der Young Animal. Bisher erschienen zwei Sammelbände.

## Anime
Im September 2015 wurde in der Young Animal angekündigt, dass eine Anime-Adaption des Mangas geplant sei.
Die erste Staffel mit 22 Folgen lief vom 8. Oktober 2016 bis 18. März 2017 auf NHK E. Sie wurde von Studio von Shaft unter der Regie von Akiyuki Shimbō animiert mit dem Character Design von Nobuhiro Sugiyama.
Crunchyroll streamt die Serie als Simulcast in Nord- und Südamerika sowie englischsprachigen Ländern. Ein deutscher Simulcast erfolgt durch Peppermint Anime unter dem Titel March Comes in Like a Lion.
Eine Staffel mit weiteren 22 Folgen lief vom 14. Oktober 2017 bis 31. März 2018. Crunchyroll streamte diese ebenfalls im Simulcast für den englischsprachigen Raum, und Wakanim im deutschsprachigen Raum.

### Synchronisation
| Rolle           | Japanische Stimme |
| --------------- | ----------------- |
| Rei Kiriyama    | Kengo Kawanishi   |
| Akari Kawamoto  | Ai Kayano         |
| Hinata Kawamoto | Kana Hanazawa     |
| Momo Kawamoto   | Misaki Kun        |

### Musik
Die Musik zur Serie stammt von Yukari Hashimoto. Der Vorspanntitel der ersten 11 Folgen war Answer (アンサー Ansā) von Bump of Chicken, dann Sayonara Bystander (さよならバイスタンダー Sayonara Baisutandā) von Yuki. Abspanntitel waren Fighter (ファイター Faitā) von Bump of Chicken und dann orion von Kenshi Yonezu. In Folge 7 wurde stattdessen Nyā Shōgi Ondo (ニャー将棋音頭) verwendet, dass von Ai Kayano, Kana Hanazawa und Misaki Kun in ihren Rollen gesungen wurde und auch während der Folgen 8 und 9 angespielt wurde.
In der zweiten Staffel wurde zuerst Flag o Tateru (フラッグを立てろ) von Yuki verwendet und in der zweiten Hälfte Haru ga Kite Bokura (春が来てぼくら). Im Abspann wurde Kafune (カフネ) von Brian the Sun und dann I am Standing von Ruann verwendet.

## Auszeichnung
2011 gewann March Comes in like a Lion den Manga Taishō. 2013 wurde die Serie für den Osamu-Tezuka-Kulturpreis in der Kategorie Großer Manga-Preis nominiert, konnte sich jedoch nicht gegen Kingdom durchsetzen. 2014 wurde Chica Umino mit ihrem Manga erneut nominiert und konnte den Preis in diesem Jahr gewinnen.